# Cirque de Gavarnie

Cirque de Gavarnie

Der Cirque de Gavarnie ist ein Felsenkessel im Nationalpark Pyrenäen. Er gilt als imposantes Naturerlebnis. Er liegt direkt an der Grenze zu Spanien und auf dem Gebiet der Gemeinde Gavarnie. Der Kessel hat einen Durchmesser von ungefähr zwei Kilometern und liegt etwa 1700 Meter über dem Meer. Die ihn umgebenden Berge ragen mehr als 1500 Meter über dem Grund des Kessels auf. Der höchste Berg im Gebiet ist der Pic du Marboré, der mit seiner senkrechten Nordwestwand zum Talkessel abfällt.

## Der Felsenkessel
Im Tal der fast senkrechten Felswand liegen die Gavarnie-Fälle, die zu den höchsten Wasserfällen Europas (Gesamtfallhöhe 422 m) zählen. Sie entspringen einem in den Bergen gelegenen unterirdischen Gletschersee und bilden durch ihre Wassermenge einen der wichtigsten Quellbäche des Gave de Pau.
1997 wurde der Cirque de Gavarnie mit der gesamten Berggruppe Pyrénées-Mont Perdu von der UNESCO in die  Weltkulturerbe-Liste aufgenommen.
Der Name kommt aus dem Gascognischen und wird vom Begriff Gave abgeleitet (siehe frz. Wikipedia).

## Geologie
Die Gavarnie-Region ist eiszeitlichen Ursprungs. Graue kalkhaltige Böden, ocker und rosa, sind durch Plattenverschiebung bis zu 3.000 Metern angehoben worden.
Die Bresche von Roland gilt als Sehenswürdigkeit. 
Diese 40 m breite Lücke wird auf beiden Seiten von 100 m hohen steilen Felswänden überragt und liegt auf 2807 m an der Grenze zwischen Frankreich und Spanien.

## Tourismus
Der Cirque de Gavarnie wird intensiv touristisch genutzt. Eselspfade (nebst mietbaren Eseln) und ausgedehnte Wanderwege durchziehen das Gebiet, das von oben und aus dem Tal her zugänglich ist, im unteren Bereich auf den letzten Kilometern autofrei.
Die Region wurde vielfach von Schriftstellern euphorisch beschrieben, z. B. von Henry Miller in Land der Erinnerungen.
Kurt Tucholsky zeigte sich in seinem Pyrenäenbuch wenig beeindruckt von der Landschaft: 

„Die Felswände stehen im gigantischen Halbkreis, oben liegt etwas Schnee, und das Ganze ist schön anzusehen. Aber nicht mehr - und warum so ein Geschrei daraus gemacht wird, weiß ich nicht. Wenn man näher tritt - das dauert eine Stunde, wie täuschen doch die Entfernungen im Gebirge und auf der See! - dann wird der Zirkus nicht etwa großartiger: man hat da zwar einen hohen Wasserfall, aber weil die Vergleichsmaßstäbe fehlen, überwältigt er nicht.“